# Partido de General Paz
Partido de General Paz är en kommun i Argentina.   Den ligger i provinsen Buenos Aires, i den centrala delen av landet, 100 km söder om huvudstaden Buenos Aires. Antalet invånare är 10 319. Arean är 1 197 kvadratkilometer.
Terrängen i Partido de General Paz är mycket platt.
Trakten runt Partido de General Paz består till största delen av jordbruksmark. Runt Partido de General Paz är det glesbefolkat, med 9 invånare per kvadratkilometer.